# 愛情潛到寶
《愛情潛到寶》（英語：Fool's Gold）是华纳兄弟影业于2008年出品的一部美国爱情动作喜剧片，讲述了一对刚刚离婚的夫妇在寻找失落宝藏的过程中重燃浪漫爱情的故事。影片由安迪·坦南特执导，《10天戀愛有限期》的主演马修·麦康纳和姬·韓遜再度合作。该片受到影评人的负面评价，全球总票房为1.11亿美元。